# Johnson Parker-Smith
Johnson Parker-Smith (1882 - 13. juli 1926) var en britisk lacrosse-spiller som deltog OL 1908 i London.
Parker-Smith vandt sølvmedalje i lacrosse under OL 1908 i London. Han var med på det britiske lacrossehold som kom på en andenplads i konkurrencen i lacrosse. Der var kun to hold med i konkurrencen.